# Thierry Bricaud

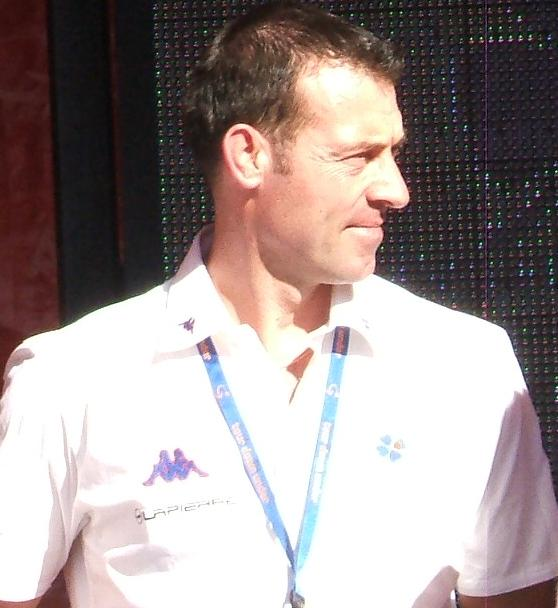
Thierry Bricaud 2009

Thierry Bricaud (* 8. November 1969) ist ein ehemaliger  französischer Radrennfahrer und heutiger Sportlicher Leiter eines Radsportteams.
1991 gewann Bricaud die achte Etappe der Friedensfahrt. In der nächsten Saison wurde er Stagiaire bei der französischen Radsportmannschaft Z. 1995 wurde er Dritter beim Klassiker Paris–Roubaix. Ein Jahr später gewann er das französische Eintagesrennen Tro-Bro Léon.
Seit 2005 – zehn Monate nach seinem letzten Rennen – ist Bricaud Sportlicher Leiter des Teams Française des Jeux.